# Pittore di Edimburgo
Pittore di Edimburgo (fl. attorno al 500 a.C.) è il nome convenzionale assegnato a un ceramografo attico della tecnica a figure nere.

## Attività
Fu il principale ceramista di lekythoi attiche attorno al 500 a.C., succedendo al gruppo di Leagros. Gli vengono attribuiti oltre 100 vasi, sia a fondo rosso che a fondo bianco. I ceramisti greci non firmavano le loro opere e il nome deriva dalla lekythos classificata come MoS 1872.23.12, che raffigura Atena che monta sul carro, custodita al Museum of Scotland di Edimburgo.
Risulta tra i primi ad applicare la tecnica a fondo bianco (in realtà crema) che si diffonderà nel V secolo. Le sue ampie figure decorano non solo lekythoi ma anche anfore, lekanìdes e hydrìai. Influenzò, e forse addestrò direttamente, il Pittore di Diosphos e il Pittore di Saffo.

## Galleria d'immagini

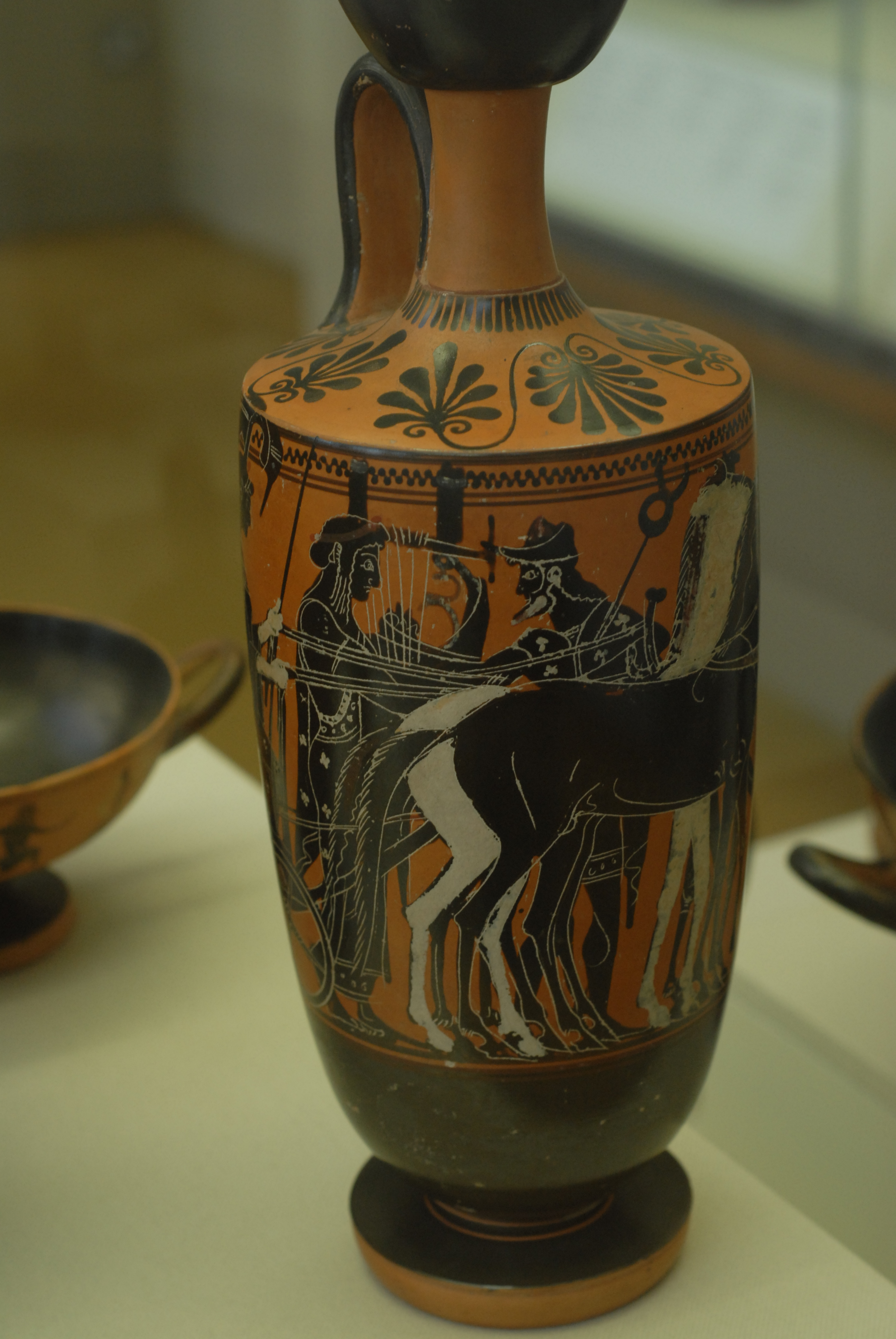
Il vaso da cui origina il nome convenzionale, MoS 1872.23.12
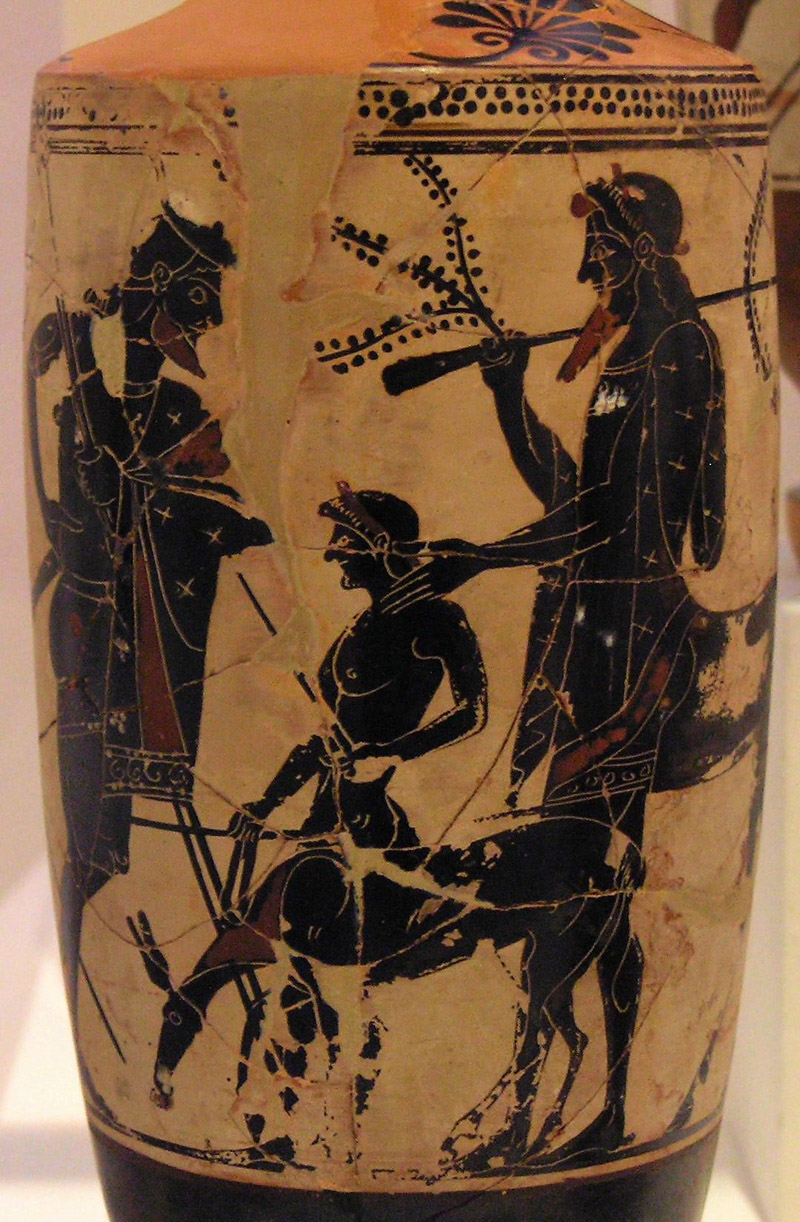
Peleo presenta il figlio Achille a Chirone, Museo archeologico nazionale di Atene, 550
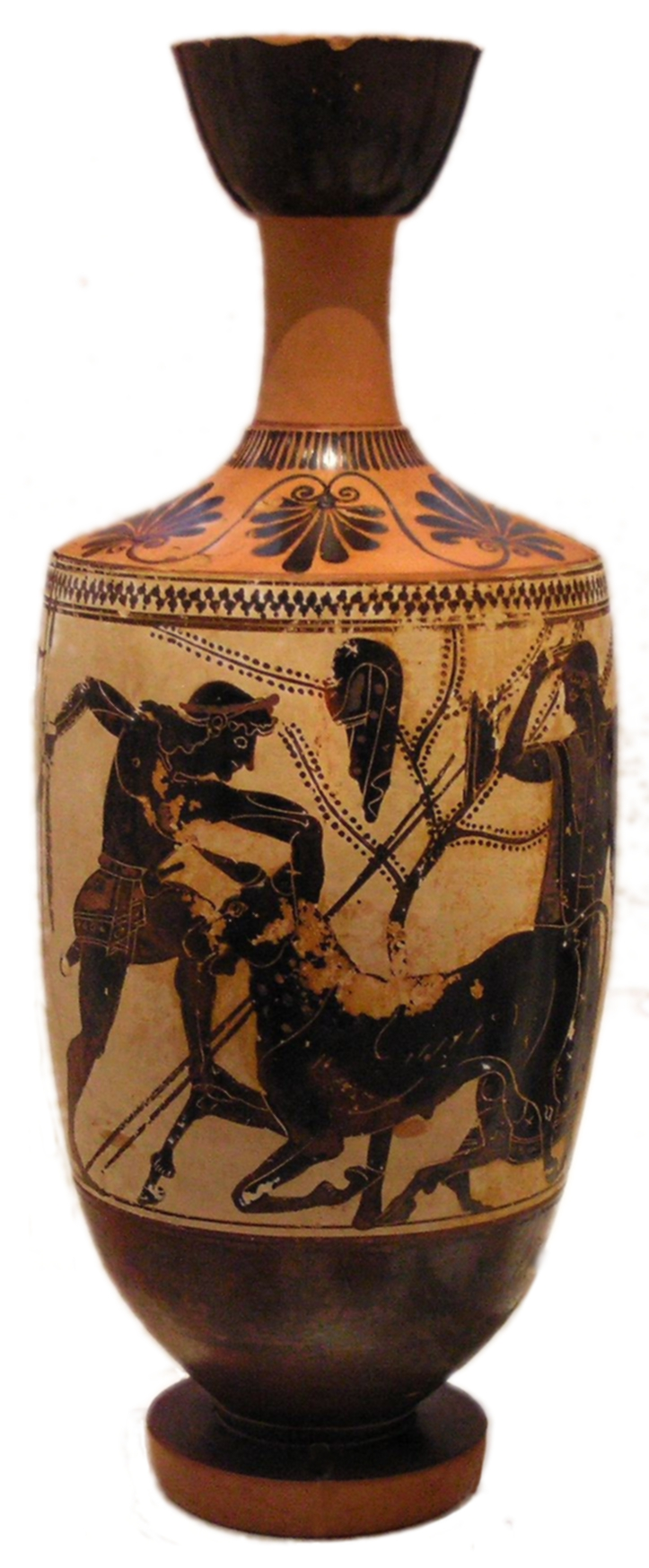
Teseo e il toro, Museo archeologico nazionale di Atene, 1124
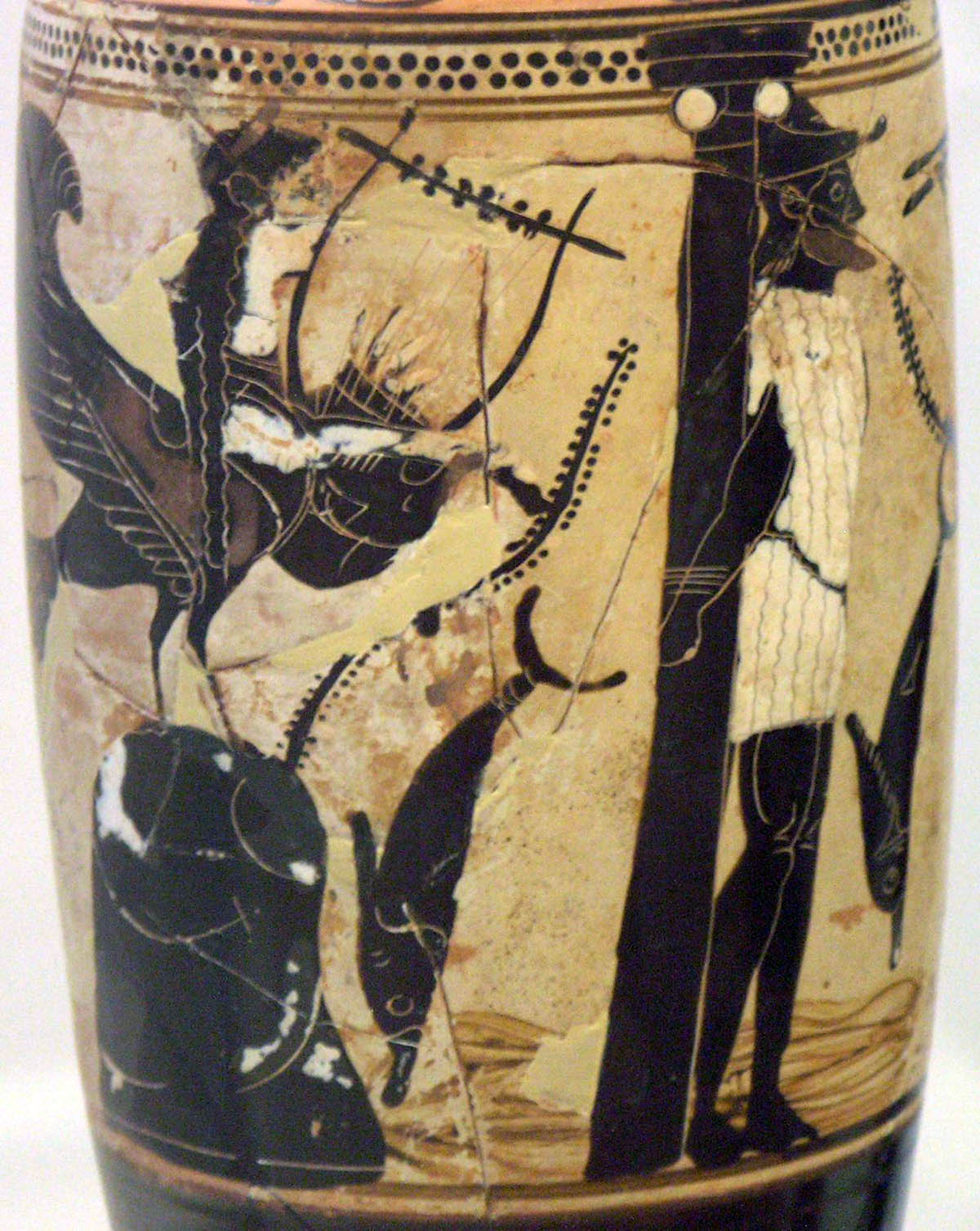
Odisseo e una sirena, Museo archeologico nazionale di Atene, 1130